# ACARS
Адресно-отчётная система авиационной связи, АОСАС (англ. Airborne Communications Addressing and Reporting System, ACARS) — цифровая система связи, применяемая в авиации для передачи коротких, относительно простых сообщений между летательным аппаратом и наземными станциями, либо через прямую радиосвязь, либо через спутниковые системы. Протокол использует формат телекс, был разработан ARINC для замены голосовой связи в УКВ диапазоне. Система была внедрена в 1978. Позже организация SITA дополнила сеть своих наземных станций приборами, работающими в системе ACARS. Планируется постепенное замещение ACARS в течение нескольких десятилетий протоколом Aeronautical Telecommunications Network (ATN) для связи с системами УВД и протоколом Internet Protocol (IP) для остальных видов связи.
Протокол обеспечивает передачу данных на скорости 2400 бод в авиадиапазоне УКВ (118 МГц — 149 МГц).

## Принципы работы
Для приема ACARS на УКВ, необходим радиоприёмник, настроенный на частоту авиадиапазона.
Полоса пропускания приёмника должна быть достаточно широкой.
Модуляция сигнала ACARS амплитудная - AM; используются 2 тона: 1200 Гц и 2400 Гц.
Частота 131.550 MHz - это первичный канал ACARS по всему миру. Также используются частоты  131.725, 131.525, 131.825, 136.900 и 136.925 МГц. Есть много каналов и на других диапазонах.
Приёмник подключается к компьютеру через звуковой вход Line-in по обычному шнуру, и затем необходимо использовать одну из программ декодирования, например AirNav ACARS Decoder

## Примеры передаваемых сообщений
Пример ACARS сообщения:
```
[20111102 041554]
.CANXMCZ 011715
AGM
AN B-2056/FI CZ0328
-  REDISPATCH PLAN FOR CZ328, PLS CONFIRM IF ACPT.
         CHINA SOUTHERN AIRLINES -  DISPATCHER SUMMARY
ETE 0321  FL 381
                   ALL WEIGHTS IN KILOS
ETOW  198 

```

ACARS сообщение с планом полёта:
```
[20111103 084404]
#M1BREQPWI/WQ360.340.320.300:FI.TOMSU.HAB.ARDEL.TD.PIREM.ARLAS.NULAR.TONIN.KANSU.MALSO.TENAS.NOMEX.
KAE.JINBU.KARBU.ENKAS.CHITO.DANSO.SOT.AJUSI.PULUN.INR18.RIVER.INR10.RW33R.NCN05.RONJI/DQ3482B4A

```